# Stanisław Szczepankiewicz
Stanisław Szczepankiewicz (ur. 28 marca 1914 w Boryni, zm. 3 marca 1999 we Wrocławiu) – polski geograf geomorfolog, wykładowca i od 1962 r. profesor Uniwersytetu Wrocławskiego, współorganizator i wieloletni dyrektor Instytutu Geograficznego, członek Polskiego Towarzystwa Geologicznego.
Pochowany na Cmentarzu Grabiszyńskim we Wrocławiu.